# Lou Andreas-Salomé
Lou Andreas-Salomé, rojena Louise von Salomé, rusko-nemška popotnica, pisateljica, pripovedovalka, esejistka in psihoanalitičarka v zgodnjih letih s psevdonimom Henry Lou, * 12. februar 1861, Sankt Peterburg, Rusija, † 5. februar 1937, Göttingen, Nemčija. 
Njena prijateljstva s pomembnimi predstavniki iz nemškega intelektualnega prostora (npr. s Friedrichom Nietzschejem, Rainerjem Mario Rilkejem ter Sigmundom Freudom) so bila in so še danes predmet različnih interpretacij.

## Otroštvo, mladost, študij
Njen oče Gustav Salomé je bil potomec južnofrancoske družine Hugenotov in je leta 1810 s svojo družino še kot otrok prišel v Sankt Peterburg. Vojaška kariera ga je vodila vse do generalnega štaba ruske vojske. Leta 1831 ga je car Nikolaj I. povzdignil v plemiča. Njena mati Louisa, rojena Wilm, je bila severnonemško-danskega porekla. Z Gustavom se je poročila 1844, njuna hči Louise von Salomé pa je prišla na svet 12. februarja 1861 kot najmlajša izmed šestih otrok in tudi kot edina deklica. Odraščala je kot očetova ljubljenka v premožni in kulturno zainteresirani družini, kjer so govorili tri jezike: nemško, francosko in rusko. V srečnem in vznemirljivem otroštvu vidijo biografi podlago za njeno enakomerno močno intelektualno radovednost, njeno notranjo gotovost in neodvisnost kot tudi za njeno suverenost pri shajanju z več ali manj pomembnimi možmi. Malo pred smrtjo je Salome opisala svoj življenjski občutek:  »Lahko se zgodi karkoli, ne glede na vse – ne bom nehala verjeti, da so za mano razprte roke, ki me bodo ujele.«
Nekaj vznemirjenja in napetosti znotraj njene strogo protestantske družine je povzročila Luisa, ko je zavrnila prejem sv. birme pri dogmatičnem pastorju, zadolženem za reformirano skupnost ter s 16 leti izstopila iz cerkve. Kot 18-letna je bila očarana nad pridigami nekega drugega protestantskega pastorja iz Sankt Peterburga, Holandca Hendrika Gillota, ki jo je sprejel kot učenko in se pogovarjal z njo o filozofskih, literarnih in verskih temah. Obseg in intenzivnost teh študij sta razvidna iz njenih beležnic. Sem spadajo: primerjalna zgodovina verstev; temelji verske fenomenologije, dogmatizem, mesijanske predstave v stari zavezi in dogma o Sv. Trojici; filozofija, logika, metafizika in spoznavna teorija; francosko gledališče pred Corneillem, francoska klasična literatura, Descartes in Pascal, Schiller, Kant in Kiergaard, Rousseau, Voltaire, Leibniz, Fichte in Schopenhauer. Tu že vidimo osnovne poteze obširne izobrazbe kot tudi dar hitrega povzemanja, ki so naredile vtis na njene kasnejše sogovornike.
Gillot je bil 25 let starejši od nje in je imel dve skoraj že odrasli hčeri. Nato je nepričakovano naznanil, da se želi od žene ločiti ter je zasnubil svojo učenko. Louisa ga je zavrnila. Zakon in intimni odnosi je niso zanimali ; bila je razočarana in presenečena nad razvojem dogodkov, kljub razpletu pa je ostala z Gillotom v prijateljskem odnosu. Ta vzorec se je v njenem življenju še nekajkrat ponovil. Moški so ji dajali ponudbe (ki so po navadi vključevale telesno intimnost), ona pa je samovoljno delala, kar ji je ustrezalo in postavljala svoje pogoje. Z Gillotom sta potovala še v Holandijo. Tam je prejela sv. birmo – saj je le tako lahko dobila svoj potni list – prav tako pa jo je Gillot krstil pod imenom Lou. 
Po smrti očeta (1879) se je Lou Salome skupaj z materjo jeseni preselila v Zürich. Začela je s študijem na tamkajšnji univerzi, ki je kot ena izmed redkih fakultet tistega časa omogočala študij tudi ženskam. Ker ni imela potrdila o zaključeni izobrazbi, je morala polagati sprejemne izpite. Poslušala je predavanja iz veroslovja, logike, metafizike, arheologije in zgodovine. Zaradi bolezni na pljučih je morala študij prekiniti, predlagali pa so ji, da za nekaj časa spremeni klimo. Tako je februarja leta 1882 skupaj z mamo odpotovala v Rim.

## Paul Rée in Friedrich Wilhelm Nietzsche
S priporočilom si je Lou Salome priskrbela mesto v krogu znancev pisateljice, pacifistke in borke za ženske pravice Malwida von Meysenburg, simpatizerko z berlinsko revolucijo leta 1848 in je med tem, v stilu berlinskih salonov, v Rimu ustanovila Krog umetnikov in intelektualcev. V tem krogu sta se zadrževala tudi filozof Paul Ree ter njegov prijatelj Friedrich Wilhelm Nietzsche. Ree se je nemudoma zaljubil v Lou von Salome, jo zaprosil in bil zavrnjen. Kljub temu pa se je med njima razvilo tesno prijateljstvo. Svoje navdušenje nad Lou je Ree izrazil tudi v pismih Nietzscheju, tako da je bil ta v aprilu 1882, ko je prišel v Rim, nanjo že dobro pripravljen. Tudi njega je »mlada Rusinja« očarala in jo je prav tako zaprosil za roko, ravno Ree pa je igral zanj posrednika. Vseeno je Lou tudi njega kot moža zavrnila, bil pa je dobrodošel kot prijatelj, učitelj in sogovornik. Zanimivo je, da si je Lou, ne da bi ga sploh prej spoznala, že ustvarila načrt skupnega intenzivnega sodelovanja, tako imenovano sv. trojico med Nietzchejem, Reejem in njo. Želela si je, da bi bili vsi trije nastanjeni ali na Dunaju ali v Parizu ter da bi prijateljsko skupaj živeli, študirali, pisali in razpravljali. Ta njena idealna predstava, o kateri so si vsi trije tudi vneto izmenjali mnenja, se ni nikoli uresničila. Največji razlog za spodleteli načrt je bila ljubosumnost obeh moških, ki nista mogla sprejeti njima namenjenih vlog (po drugi strani pa je Nietzsche večkrat izrazil, da bi ga neka trajna veza ovirala pri končanju življenjskega dela). 
Prijateljstvo med Lou in Paulom Reejem je bilo relativno manj zapleteno, bližje in bolj zaupno kot z Nietzschejem – tikala sta se, si pošiljala dnevnike in si svetovala pri odnosu z Nietzschejem, ki za to sploh ni vedel. 
Nieztsche je postajal vedno manj zadovoljen s situacijo. V začetku maja 1882 je šel z Lou na dolg izlet v Monte Sacro v zgornji Italiji – mislil je, da sta se tu resnično zbližala. V sredini maja jo je v Luzernu zopet zaprosil. Ona ga je zopet zavrnila. Kasneje pa se je začela v zadeve vmešavati še Nietzschejeva sestra Elisabeth. Poročala mu je o domnevnem lahkomiselnem in škandaloznem obnašanju njegove prijateljice med festivalom v Bayreuthu ter tudi materi govorila o po njenem mnenju moralno sporni aferi. Nietzsche je bil ogorčen nad vmešavanjem svoje družine, prav tako pa je trpel zaradi podrobnosti, ki jih je izvedel. 
Njegova veza z Lou von Salome se je končala po zadnjem srečanju med njo in Reejem jeseni 1882 v Leipzigu, od koder je Lou odpotovala, ne da bi se od njega sploh poslovila. Za tem se je Nietzschejev odnos in obnašanje do obeh spremenil. V nekem osnutku pisma decembra 1882 je izrazil svoj obup in samopomilovanje: »Vsako jutro obupujem, in ne vem kako bom preživel dan… danes zvečer bom vzel tako veliko opija, da bom izgubil razum: kje je še kak Č(lovek), ki bi ga lahko občudoval! Ampak poznam vas vseskozi...« Z neobrzdano ljubosumnostjo se je zapletel v prav grozno zmerjanje in žalitve, ki so se obrnile tudi proti njemu. Za tem se niso več videli. 
Kasneje je Nietzsche v pismu sestri izrazil svoje obžalovanje nad obnašanjem. Obžaloval je, da je izgubil prijatelje, v razmišljanju pa je tudi zapisal: »Ne, nisem bil ustvarjen za sovražnost in sovraštvo: in odkar je ta stvar tako napredovala, da je sprava med nami nemogoča, ne vem več, kako živeti; nenehno razmišljam o tem. Vse skupaj je nevzdržno, skupaj z mojo filozofijo in načinom razmišljanja.«
Januarja 1883 je v Rappalu napisal prvi del Zaratustre in preživel akutno krizo, po kateri pa se mu je, kot je opazil, »odvalil težak kamen s srca«. Iz poglavij knjige, ki se nanašajo na naravo ženske, lahko razberemo sledi njegovih izkušenj z Lou, hkrati pa tudi zaključek in premostitev te življenjske epizode. 
Nietzsche je do konca svojega življenja ostal sam. Po popolnem duševnem zlomu januarja 1889 sta ga negovali sestra in mati, vse do 25. avgusta 1900, ko je umrl. V knjigi Friedrich Wilhelm Nietzsche v svojih delih iz leta 1894 je poskušala Lou na podlagi svojih natančnih poznavanj besedil in osebnih izkušenj s težavnim prijateljem osvetliti »misleca skozi človeka«. Anna Freud je kasneje o tem povedala, da je Lou Andreas Salome s to knjigo o Nietzscheju naredila svoj prvi korak k psihoanalizi. 
Lou von Salomé in Paul Rée sta živela še tri leta v prijateljskem odnosu skupaj v Berlinu in sta se potem leta 1885 ločila. Ree je leta 1901 umrl na izletu v gore; nejasno je, ali je bila nesreča ali samomor.

## Zakonska zveza
Avgusta 1886 je Lou v Berlinu spoznala orientalista Friedricha Carla Andreasa. Bil je petnajst let starejši od nje, temnolas, temperamenten, in kmalu trdno odločen, da se bo z njo poročil. Svojo namero je poudaril tudi s poskusom samomora pred njenimi očmi. Po dolgih notranjih bojih je Lou leta 1887 privolila v zakon, postavila pa je pogoj, da se nikoli ne bo spustila v intimne odnose z njim. Razlog, zakaj je Andreas pogoj sprejel, ni znan. Verjetno je, da je menil, da njena odločitev ni stalna, vendar se je zmotil. 
Prva leta zakona je imel Andreas, zaradi njenih odnosov z drugimi moškimi, večkrat ljubosumne izpade. Vseeno pa je vedno znova odklonil ločitev. V Berlinu sta zaporedoma menjala stanovanja, nekaj časa pa je imel Andreas poklicne težave in zelo nizke prihodke, tako da sta morala zmanjšati stroške preživljanja, posledično pa so bili tudi njeni prihodki iz pisateljevanja zelo dobrodošli. 
Louino življenje je bilo sestavljeno iz ustaljenega meščanskega dela v vlogi žene, hišnih dolžnosti in intelektualnega dela – ter drugega dela, v katerem ni sprejemala ne dolžnosti ne vezanosti, ampak je potovala in se družila s priložnostnimi in neuradnimi ljubimci. 
Zanimivo je, da je Lou obenem Andreasu očitala njegovo vezo z gospodinjo Marijo, s katero je imel kasneje otroka. Po njeni zgodnji smrti je Lou prevzela skrb za otroka in ga na koncu postavila tudi za svojega glavnega dediča. 
Dolgoročno se je težak zakon, poln protislovij, izkazal za nepričakovano trajnega. Od pomladi 1903, ko je Friedrich Carl Andreas dobil mesto za vzhodnoazijske jezike na univerzi v Göttingenu, je živel par v njuni hiši (Lou jo je poimenovala »Loufried«, enako kot že prejšnje prebivališče) – on je bival v pritličju, ona v 1. nadstropju. Tu je Lou skrbela za vrt, vzgajala zelenjavo in gojila kokoši, po drugi strani pa je še zmeraj vodila dokaj neodvisno življenje in veliko potovala. V njenih dnevniških zapisih se pojavi v tem življenjskem obdobju še posebej dober odnos do njenega moža, precej bolj sproščen kot čas pred tem.

## Berlin
Med letoma 1882 in 1885 je Lou Andreas Salomé živela skupaj s Paulom Réejem v Berlinu. Njun krog poznanstev je izhajal predvsem iz znanstvenih krogov – prijateljev in sodelavcev Réeja. Lou je bila edina ženska iz tega kroga in je uživala v moški pozornosti ter sodelovanju v filozofskih in naravoslovnih diskusijah. Leta 1885 je pod psevdonimom Henry Lou izšla njena prva knjiga, roman V boju za Boga, ki govori o tem, kaj se zgodi, če izgubiš vero. Šlo je za problem, s katerim se je ubadala že v otroštvu. Kritike so bile dobre, psevdonim pa so kmalu povezali z njo, kar ji je prineslo še več uspeha in odprlo nove kroge poznanstev v berlinski družbi. 
Po poroki s Friedrichom Carlom Andreasom sta ustvarila nove stike, še posebej s »Pesniškim krogom Friedrichshagen« in s »Prijateljskim krogom svobodnega ljudskega odra«. 
Okoli 1890 se je v idiličnem berlinskem predmestju Friedrichshagen sestala skupnost pisateljev in ljubiteljev narave s ciljem, da bi vodili brezbrižno življenje tako v pesništvu kot tudi gledališču, v smislu obnovitve naturalizma. Bruno Wille, eden izmed pobudnikov, je bil leta 1890 eden izmed ustanoviteljev Svobodnega ljudskega odra (Freie Volksbühne), ki naj bi omogočil dostop delavcem k dramski umetnosti. 
K članom in simpatizerjem te pobude so poleg drugih spadali tudi: Otto Brahm, Richard Dehmel, Max Halbe, Knut Hamsun, Maximilian Harden, Gerhart Hauptmann, Hugo Höppener (imenovan Fidus), Erich Mühsam in Frank Wedekind, prehodno pa tudi August Strindberg. 
Kmalu se je Lou s številnimi dobro spoznala in spoprijateljila, predvsem Hauptmann in Harden sta bila nad njo navdušena. V časopisu Svoboden oder, projektu, ki je deloval vzporedno z Ljudskim odrom, je Lou Andreas-Salomé objavljala članke in kritike. V povezavi s tem je raslo tudi njeno zanimanje za drame Henrika Ibsena. Raziskovala je njegove uprizoritve zakonskih problemov z vidika njej pomembnega vprašanja: Kako mora biti zgrajen zakon, da dopušča prostor osebni samouresničitvi, predvsem ženskam? V knjigi: Ženski liki v delih Henrika Ibsena iz leta 1892 je doživela popoln uspeh, s tem pa se je zasidral tudi njen sloves upoštevanja vredne avtorice.

## Rainer Maria Rilke
Rainer Maria Rilke se je od leta 1896 zadrževal v Münchnu in je bil s svojimi obetavnimi pesmimi in zgodbami do neke mere že uspešen. Ko je Lou Andreas-Salomé spomladi 1897 obiskala svojo prijateljico Friedo von Bülow v Münchnu, je pri Jacobu Wassermannu spoznala Rilkeja. V tistem trenutku še ni vedela, da ji je že prej poslal vrsto anonimnih pisem s priloženimi pesmimi. Sedaj pa je še osebno izrazil navdušenje nad njenim verskim in filozofskim esejem Jud Jezus, v katerem je »z gromozansko silo svetega prepričanja tako mojstrsko jasno izrazila« tisto, kar je sam želel izraziti v nekem ciklu pesmi. «Z nekaj rožami v roki sem tekel v mesto in naokoli po Angleškem vrtu, da bi Vam jih podaril,« ji je povedal, prav tako pa ji je bral iz svojih del ter ji posvetil tudi pesem. Za tem je doživel še več uspeha. 
Sledilo je nekaj skupnih poletnih mesecev v Wolfratshausenu v Isartalu v bližini Münchna. Bivali so v treh sobah neke kmetije in bivališče poimenovali »Loufried«. Ko je šla Lou nazaj v Berlin, ji je Rilke sledil. On je bil star 21, Lou, katero je neznansko oboževal, pa 36 let. Tudi ona je bila močno zaljubljena, vendar je svoji naravi ustrezno, istočasno obdržala kontrolo nad sabo in nad situacijo. Svetovala mu je, naj dela na svojem besednem izražanju, ki ga je smatrala za pretirano patetičnega. Seznanila ga je z Nietzschejevimi mislimi in usmerila njegov interes v njeno domačo deželo Rusijo; naučil se je ruščine in začel brati Turgenjeva ter Tolstoja v originalu. To vse se je zgodilo v majhnem berlinskem stanovanju zakonskega para Andreas-Salomé. Rilke je najel stanovanje v bližini, zadrževal pa se je večinoma pri Lou, ki je imela v svoji kuhinji svojo delovno in bivalno sobo, med tem ko je njen mož delal v dnevni sobi. Lou je kmalu prišla do zanjo nezaželenega zaključka, da je notranja odvisnost mladega, psihično labilnega pesnika konstantno naraščala. Tako ga je spomladi 1898 prisilila v potovanje v Italijo, na katerem ga ni spremljala. 
V letih 1899 in 1900 je dvakrat potovala v Rusijo, prvič za kratek čas (25. april - 18. junij 1899) še v spremstvu Andreasa. Drugič je potovala od 7. maja do 24. avgusta 1900. To potovanje je veljalo za prelomnico v njenem odnosu z Rilkejem. Tretje potovanje je načrtovala za leto 1901, vendar ga ni izvedla. Binkošti sta preživela oba v Kijevu. Močni vtisi in občutja tega časa so našli zatočišče v njegovem znanem delu Časoslov (Stundenbuch, napisano med letoma 1899 in 1903). Dali pa so mu tudi povod za spopad z napadi joka oz. «napadi strahu in tesnobe«, kot se je Lou izrazila v svojem življenjskem pregledu. 
Bila je prestrašena in zaskrbljena, sumila je, da je v ozadju resna psihična bolezen. Med enim izmed napadov v avgustu 1900 v počitniški hiši njene družine na Finskem se je odločila, da se bo od Rilkeja ločila. Resnično se je njuna ljubezenska vez prekinila šele s poslovilnim pismom dne 26. februarja 1901. Medtem je v svojem dnevniku že zapisala: «Kar želim v prihodnjem letu, kar potrebujem, je skoraj samo tišina, - več samote, tako kot je bilo pred štirimi leti. To mora zopet priti.« - »Moram se pred R. pod pretvezo skriti. Da bi R. šel stran, čisto stran, bi bila zmožna največje brutalnosti (Mora iti stran!)«.
Strastna zveza je prešla v intimno prijateljstvo, vse do Rilkejeve smrti 1926. V svojem spominu na Lou Andreas Salomé se je Sigmund Freud spomnil: «... velikemu in v življenju skoraj nemočnemu pesniku Rainerju Marii Rilke je bila hkrati muza kot tudi skrbna mati.«

## Sigmund Freud in psihoanaliza
Na enem izmed postankov na Švedskem je Lou Andreas-Salomé začela intenzivno razmerje s 15 let mlajšim moškim, nevrologom in freudovcem Poulom Bjerrejem. Ko ga je leta 1911 pot vodila v Weimar, ga je Lou spremljala in se takrat prvič srečala s Sigmundom Freudom, ki je postal odločilen vpliv v njenih zadnjih 25 letih življenja. Predvidevala in upala je, da ji bo Miselna šola psihoanalize – s Freudom kot očetovsko figuro - odprla dostop do razumevanja svoje lastne duševne stvarnosti. 
Od oktobra 1912 do aprila 1913 se je zadrževala na Dunaju, kasneje pa je opravljala številne obiske. V zimskem semestru 1912/13 je poslušala Freudovo predavanje na Psihiatrični kliniki Posamezna poglavja iz učenja psihoanalize, udeležila pa se je tudi njegovih Sredinih predavanj in Sobotnih kolegijev. S privolitvijo Freuda se je pridružila tudi diskusijskim večerom Alfreda Adlerja, ki se je 1911 distanciral od ortodoksne psihoanalitične Freudove šole in začel svoje združenje za individualno psihologijo ter ustanovil lastno Društvo za svobodno psihoanalitično raziskovanje.
Sigmund Freud je svojo učenko zelo cenil. V zelo zaupnem, platonskem razmerju je postala skozi svojo željo po znanju in radovednostjo za človeškim obnašanjem in intenzivnim iskanjem nekega razumevanja visoko cenjena razpravljalna partnerica. Celo njene samovoljne interpretacije psihoanalitičnih konceptov, ki jim je vdihnila pretežno poetične in literarne forme, je sprejel brez oporekanja. Menil je, da je »Pesnica psihoanalize«, medtem ko je sam pisal v prozi. V delu Šola pri Freudu je Lou Andreas-Salomé začela svoje življenje bolje razumeti in obvladovati. Temu je dala v pogledu na svoje življenje v starosti velik pomen. 
Freud ji je predlagal poklic psihoanalitičarke. Pisala je spise za psihoanalitičen časopis Podoba, nakar je že leta 1913 leta nastopila kot gostujoča govornica na psihoanalitičnem kongresu v Berlinu. Leta 1915 je odprla v svoji hiši v Göttingenu prvo psihoanalitično prakso v mestu. Leta 1921 je postala članica Nemškega psihoanalitičnega društva. Istega leta je začela tudi prijateljstvo z Anno, eno izmed treh Freudovih hčera. Leta 1923 je na Freudovo prošnjo pol leta delovala kot učni analitik v Königsbergu, pet zdravnikov pa je pri njej opravilo učno analizo, ki je sama nikdar ni opravljala. 
Za 75. rojstni dan svojega prijatelja in učitelja je 6. maja 1931 napisala odprto pismo: Moja zahvala Freudu. Prejemnik ji je odgovoril: «Zagotovo se ni pogosto zgodilo, da sem psihoanalitično delo občudoval, namesto, da bi ga kritiziral. To moram storiti tokrat. To je najlepše, kar sem od vas prebral, eden neprostovoljnih dokazov vašega razmišljanja o vseh nas.«

## Zadnja leta
Lou Andreas-Salomé je šele v 74. letu življenja zaključila s svojim psihoanalitičnim delom. Že pred tem je bila šibka, imela težave s srcem in je morala zaradi tega večkrat v bolnišnico. Njen mož jo je dnevno obiskoval, kar pa je bilo za starega in prav tako bolnega moža zelo težko. Po štirideset let trajajočem zakonu, boleznih in pomanjkanju stikov sta se zbližala. Sigmund Freud je od daleč to spremembo od daleč pozdravil z besedami: »... tako dolgotrajno se dokaže samo pravo«. Friedrich Carl Andreas je umrl leta 1930 za rakom. Lou Andreas-Salomé pa se je po prav tako težki operaciji raka leta 1935 morala umiriti. Na večer 5. februarja 1937 je umrla v spanju. Pokopali so jo skupaj z njenim možem na pokopališču v Gronerjevi ulici v Göttingenu. V spomin na nekdanjo meščanko so v Göttingenu na obnovljenem posestvu njene prejšnje stanovanjske hiše postavili spominski kamen, prav tako pa nosi njeno ime spominska pot in inštitut za psihoanalizo in psihoterapijo. 
Nekaj dni pred smrtjo so gestapovci zaplenili njeno knjižnico,po drugem viru so bili to SA-Trupp, ki so njeno knjižnico kmalu po smrti opustošili. Očitali so ji, da je bila sodelavka juda Sigmunda Freuda, da je z njim ustvarjala judovsko znanost, prav tako pa je posedovala številna dela judovskih pisateljev.

## Recepcija življenja in dela
Njen osebni žar, njena izobrazba in intelektualna gibljivost, prijateljstvo z imenovanimi sodobniki in nekonvencionalni način življenja so zagotovili Lou Andreas-Salomé prostor v nemški kulturni zgodovini. Njeno življenje je bilo in še zmeraj je predmet različnih biografij in tekstov v katere uvrščajo njena poznanstva s slavnimi osebnostmi iz literature in znanstvene zgodovine. Njen lik se pojavlja tako v knjižnih romanih kot tudi na umetniških odrih (npr. opera Giuseppeja Sinopolija z naslovom Lou Andreas-Salomé, katere premierna predstavitev je bila leta 1981 v Münchnu). 
V primerjavi s poznanstvi je njeno pisateljsko ustvarjanje poželo manj pozornosti – izginilo je za kuliso njenega nenavadnega življenja, čeprav je kot avtorica živahno sodelovala pri razvijanju in umeščanju moderne okoli leta 1900. 
V romanih, pripovedih, esejih, gledaliških kritikah, spisih o Ibsenu, Nietzscheju, Rilkeju in Freudu, avtobiografiji, številnih tekstih o filozofiji in psihoanalizi ter dolgotrajnem dopisovanju je prispevala k diskusiji o temeljnih vprašanjih tistega časa, s prispevki pa tudi k življenjsko reformnemu gibanju, k monizmu, emancipaciji ženske in reformne pedagogike, prav tako pa k začetku sociologije in psihoanalize. 
V svojih romanih in pripovedih se je ukvarjala s problemom moderne ženske, ki je zaprta v svet tradicionalnih pogledov in se trudi prestopiti te meje. Kljub izbiri teme in njenem samem za žensko netipičnem načinu življenja, je vzdržala distanco do socialnih in političnih ciljev in dejavnosti ženskega gibanja njenega časa. Njena dela so požela večjo pozornost šele v 20. stoletju, ko so bila mnoga šele izdana.

## Osebna mnenja
Poul Bjerre, švedski psihoterapevt: «Bila je nenavaden človek, to je bilo opazno takoj. Imela je dar poglobiti se v miselni svet drugega... V mojem dolgem življenju nisem nikoli več srečal nikogar njej podobnega, ki bi me tako hitro in dobro popolnoma razumel kot Lou. Imela je nenavadno močno voljo in veselje nad triumfiranjem moških. Lahko se je razvnela, ampak samo za trenutke v čudno hladni strasti. Prizadela me je, ampak mi tudi veliko dala.«
Paul Ree v pismu Nietzscheju: «Je energično, neverjetno pametno bitje… Pri gospodični Meysenburg imam predavanja o svoji knjigi, kar pa me do neke mere obremenjuje, je, da me posluša tudi Rusinja, ki sliši vse skozi in čez, tako da skoraj že vnaprej ve, kaj sledi in kam vse pelje. Rim ne bi bil zanjo, ampak Rusinjo moraš zagotovo spoznati.«
Friedrich Wilhelm Nietzsche v pismu svojemu sodelavcu in sekretarju Petru Gastu: 
«Lou je ostroumna kot orel in pogumna kot lev... K meni je prišla v Bayreuth, septembra pa smo se skupaj preselili na Dunaj. Živeli in delali bomo skupaj v hiši; na presenetljiv način je pripravljena ravno na moj način razmišljanja. Dragi prijatelj, sigurno nama boste izkazali čast in se boste zadržali od predstav o najinem ljubezenskem razmerju. Midva sva prijatelja in zaupanje te deklice mi je sveto. Mimogrede ima zelo siguren in močen karakter.«
Po ločitvi v pismu bratu Paula Reeja: »Ta suha, umazana, smrdeča opica s svojimi umetnimi prsmi –poguba!«
Rainer Maria Rilke v pesmi, zatem ko sta se z Lou razšla: 
Bila si mi najbolj materinska izmed žensk,

prijatelj si mi bila kot so to le moški,

ženska, to si bila na pogled,

in pogosto si bila še otrok.

Bila si najnežnejše, kar sem srečal,

najtežje, k čem sem stremel,

bila si najvišje, kar me je blagoslovilo-

in postala si brezno, ki me je požrlo.
Sigmund Freud v svojem nekrologu na Lou Andreas-Salome: «Zadnjih 25 let življenja te izredne ženske je pripadlo psihoanalizi, h kateri je prispevala pomembna znanstvena dela in ki jih je tudi praktično izvajala. Ne povem veliko, če priznam, da smo bili vsi počaščeni, ko je prišla v naše vrste kot sodelavka in sobojevnica... Moja hči (Anna), kateri je zaupala, jo je slišala z obžalovanjem reči, da obžaluje, da ni spoznala psihoanalize že v svoji mladosti, ampak takrat še ni niti obstajala…«
Lou Andreas-Salomé: «Ni niti šibkost ne manjvrednost erotičnega, če sta zaradi njega v sporu zaradi zvestobe, veliko več na njemu pomeni znamenje njegove želje k še večji povezanosti.« - »Spominom sem zvesta za zmeraj, ljudem ne bom nikoli.«

## Dela
- V boju za Boga (Im Kampf um Gott) (1885)
- Ženski liki v delih Henrika Ibsna (Henrik Ibsens Frauengestalten) (1892)
- Friedrich Nietzhe v svojih delih (Friedrich Wilhelm Nietzsche in seinen Werken) (1894)
- Ruth (Ruth) (1895)
- Jud Jezus (Jesus der Jude) (1895)
- Iz tuje duše (Aus fremder Seele) (1896)
- Fenička. (Fenitschka, 1898)
- Razuzdanka (Eine Ausschweifung) (1898)
- Človekovi otroci (Menschenkinder) (1899)
- Ma. Portret (Ma (Roman). Ein Porträt) (1901)
- V sredinski deželi (Im Zwischenland) (1902)
- Erotika (Die Erotik) (1910)
- Iz zgodnjega delovanja Boga (Vom frühen Gottesdienst) (1913)
- Tip ženske (Zum Typus Weib) (1914)
- Analno in seksualno (Anal und Sexual) (1916)
- Psihoseksualnost in Tri pisma pobu (Psychosexualität in Drei Briefe an einen Knaben) (1917)
- Narcizem kot dvojnost in Hiša. Družinska zgodba iz konca prejšnjega stoletja (Narzißmus als Doppelrichtung in Das Haus. Eine Familiengeschichte vom Ende des vorigen Jahrhunderts) (1921)
- Ura brez Boga in druge otroške zgodbe (Die Stunde ohne Gott und andere Kindergeschichten) (1922)
- Hudič in njegova babica (Der Teufel und seine Großmutter (Traumspiel)) (1922)
- Rodinka. Spomin na Rusijo (Rodinka. Eine russische Erinnerung) (1923)
- Reiner Maria Rilke. Knjiga misli (Rainer Maria Rilke (Buch des Gedenkens)) (1928)
- Moja zahvala Freudu. Odprto pismo. (Mein Dank an Freud. Offener Brief.) (1931)